# 東北保健医療専門学校
東北保健医療専門学校（とうほくほけんいりょうせんもんがっこう、英: Tohoku Medical Care College）とは、宮城県仙台市青葉区にある専修学校。
学校法人日本コンピュータ学園が運営しており、2011年（平成23年）に開校。医療従事者および介護従事者を養成している。
全5学科中4学科が厚生労働大臣または県の指定養成施設に認定されている。また、全学科が文部科学大臣「職業実践専門課程」に認定されている。

## 所在地
- 〒980-0013 仙台市青葉区花京院一丁目3番1号（仙台駅西口より徒歩約5分）

## 校舎
- 地上15階地下1階のビル
  - 校舎は本校と姉妹校などが入る高層棟と、学生食堂や視聴覚ホール・テストセンターなどが入る低層棟で構成されており、正面玄関前広場を挟んで逆L字型に配置されている（地下1階に本校生徒専用駐輪場を完備。1階に北日本銀行のATMがある）。
  - 当学校分の区画は12階以上のフロアとなっており教室・実習室として使用している。11階までは姉妹校の「東北電子専門学校」7階は「仙台国際日本語学校」の教室・実習室となっている。
  - 校舎内にくまなくWi-Fiアクセスポイントが設けられており、本校生徒であればパソコンやiPadなどの端末を校内どこでも利用可能となっている。
  - 教室へは北側に7基あるエレベーターを用いて移動する。階段は最上階の15階までつながっているが屋上は閉鎖されている。
  - 1階正面玄関ホールと2階学生ホールは吹き抜けになっており、2Fには学生が利用できる共用施設がある。

## 設置学科
2025年度現在、設置学科は4学科となっている。
- 理学療法科（3年制）
- 作業療法科（3年制）
- 歯科衛生科（3年制／女子のみ）
- 介護福祉科（2年制）

## 特徴
- リハビリ系の理学療法科、作業療法科は、最短の3年間で国家資格取得が可能である。宮城県内にある大学と専修学校を含めた指定養成施設7校のうち、3年間で国家資格を取得できるのは本校を含め2校のみとなっている。
- 教員は臨床実務経験者であり、医療・福祉の現場に即した実践的な指導を行っている。
- 学生の臨床実習には交通費や滞在費など本来多額の費用が必要となるが、当校の場合は学費に含まれるため追加の費用負担はない。
- 国の制度「高等教育の修学支援新制度」対象校として認定を受けており、対象者は入学金や授業料の減免、奨学金の給付が受けられる。
- 介護福祉科は国の制度「専門実践教育訓練給付制度」の対象講座となっており訓練給付金を受けることができる。
- 学校独自の特待生「試験特待生」「資格特待生」「親族入学優遇」「社会人入学優遇」の各制度がある。

## 施設・設備
- 各学科で使用する実習施設には、実際の医療・福祉現場で使用される機器や実習用設備が整備されている[2]。
  - 実習室／機能訓練実習室、基礎医学実習室、日常動作訓練室、水治療室、作業療法実習室、装具加工室、歯科診療実習室、歯科基礎実習室・実験室、歯科レントゲン室、介護実習室、家政実習室、調理実習室、入浴実習室、医療事務実習室、パソコンルーム
  - 実習機器／3次元動作解析装置、レッドコード、超音波画像診断装置、表面筋電図装置、吸気ガス分析装置　ほか
  - 学生全員に新品のiPadを配付。主に電子テキストやWeb検索、実習記録、在校生への情報提供（キャンパスコミュニケーションサイト）、オンライン授業に活用される。iPadの配付は2013年度より始まりすでに12年目となっている。コロナ禍においては、iPadを学生に配布していることから、いち早く全学生を対象にオンライン授業を開始することができた。なお、配布されたiPadは1年生終了時に学生にそのまま進呈され、卒業後も使用することができる。
  - マイクロソフトライセンスプログラムにより、在学中は無料でWord、Excel、Powerpointといったソフトを自分のPCにインストールできる。
- 姉妹校との共用施設　
  - 就職センター、ライセンスサポートセンター、メディアセンター、視聴覚ホール、保健室・カウンセリング室、学生ホール、学生食堂、売店、ATMコーナー、地下駐輪場

## 学生寮（学園寮）
- 学生寮は仙台市内に3個所。（男子寮2個所、女子寮1箇所）姉妹校と寮を兼用している。
- 寮は全て家具&エアコン付き一人部屋の個室で、各個室でインターネットが24時間利用可能（ただしルーター・PC・スマートフォン・タブレットなどの端末機器は各自で用意）。
- 食事は専属の栄養士監修によるメニューで朝食と夕食が提供される。日曜祝日は食事の提供はない。食費は寮費に含まれる。
- 各寮の部屋数には限りがあり・出願受付開始後すぐ満室になることが多いので、入寮希望者は早めの願書提出が推奨されている。(当該入学希望者がどの寮へ入るかは部屋の空室状況を勘案して学校側が決めるので、出願者自身による希望寮選択は原則不可）
- テレビは食堂と談話室にのみ置かれており、個室でテレビを視聴したい場合は各人で用意する
- 夏休み・冬休み期間中は寮管理人が休暇を取得するため「寮閉鎖」が実施され・期間中在寮生は寮内へ入れなくなるため、寮生は寮の閉鎖期間が近づくと所定の用紙に「外泊届」を記入・提出したのち各人出身地にある実家へ帰省する。
- 在寮中及び在学中に毎月支払う寮費は食費を含め年度単位で算出されているため、寮食提供休止日および寮閉鎖期間であっても割引は適用されない。

### 男子寮
- 清水沼寮（〒983-0845 仙台市宮城野区清水沼3丁目3-31）
- ドミトリー仙台一番町（〒980-0811 仙台市青葉区一番町1丁目1-5）

### 女子寮
- 北山寮（〒981-0931 仙台市青葉区北山1丁目5-29）

## 姉妹校・系列校・関連会社
- 東北電子専門学校 (本校校舎4 - 11階・一部普通教室は本校と共用。1968年開校)
- 東日本航空専門学校（岩沼市。1988年開校）
- 仙台国際日本語学校 (本校校舎7階。1992年開校）
- JC-21教育センター（本校校舎1階。社会人向けパソコン教室。1995年設立）
- 新日本企画株式会社（広告代理店。1980年設立）